# Església Nova del Pont de Suert
L'Església Nova del Pont de Suert és l'església parroquial del Pont de Suert (Alta Ribagorça protegida com a bé cultural d'interès local.)
S'anomena Església Nova perquè el 1955 va passar a ser l'església parroquial de la població, em substitució de l'Església Vella, que actualment serveix com a museu i custòdia la col·lecció d'art sacre de la Ribagorça.
És dedicada a l'Assumpció de la Mare de Déu (o Assumpció de Maria) i pertany al bisbat de Lleida.
És obra de l'enginyer Eduardo Torroja Miret i constitueix un destacat exemple de la renovació de l'arquitectura religiosa a Catalunya cap a les dècades centrals del segle xx. També constitueix un destacat exemple de l'experimentació en lús del formigó en la construcció, camp en el que Eduardo Torroja sobresurt de manera especial.

## Història i característiques
Va ser promoguda per l'empresa hidroelèctrica ENHER que va promoure moltes noves construccions per als seus treballadors al Pont de Suert i va tenir un fort impacte econòmic a tota la Ribagorça. El projecte data de 1952. La construcció es va dur a terme entre 1953 i 1955. Va ser consagrada el 7 de setembre de 1955.

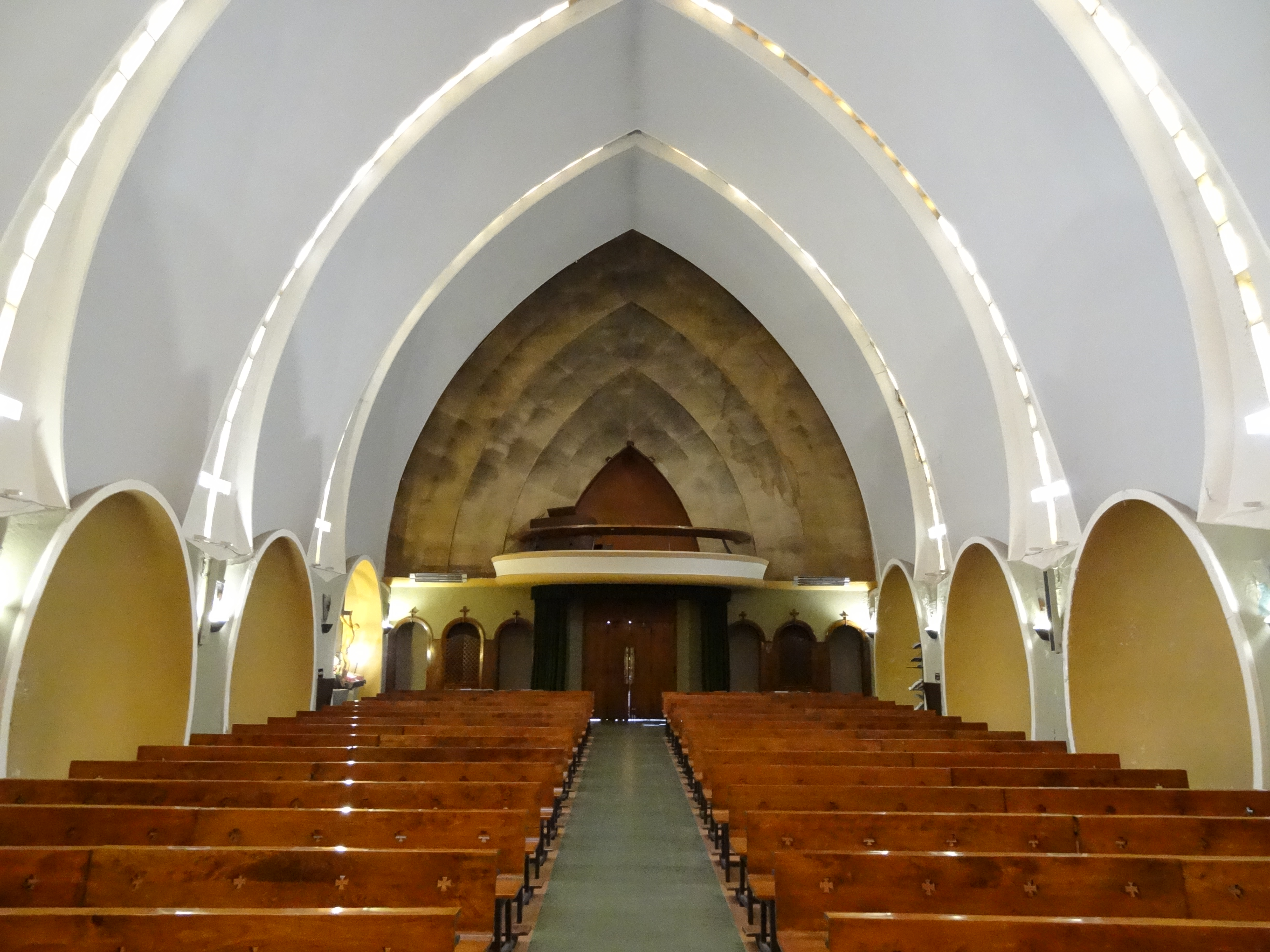
Interior de l'Església Nova

El projecte arquitectònic es deu a l'enginyer Eduardo Torroja Miret, que va comptar amb la col·laboració de l'arquitecte José Rodríguez Mijares. Les pintures interiors i la talla de la Verge de l'altar major són obra de la pintora Maria Röesset Mosquera i el relleu de la portada i la resta d'escultures, de Jacinto Higueras Cátedra.
En planta, l'edifici es resol amb una sola nau, rematada amb un absis. La nau es cobreix amb una volta apuntada de cinc trams, cada un resolt amb làmines que s'adapten a un arc apuntat. A l'espai entre els lòbuls triangulars s'allotgen llosetes de vidre que fan la funció de vitralls i deixen entrar la llum de l'exterior. A la base de cada tram hi ha un nínxol que fa la funció de capella lateral.
La volumetria de la nau es complementa amb dos petits volums, situats a un dels costats: el Baptisteri i la Capella del Santíssim Sacrament. El baptisteri està cobert per una triple cúpula, oberta en el centre. La Capella del Santíssim Sacrament té forma de pinya o d'aglà, resolta amb una única cúpula amb nombroses obertures en forma d'estrella.
El conjunt es complementa amb un campanar exempt de 16 metres d'alçada, situat al costat de la porta principal.
En la construcció d'aquesta església es van utilitzar, preferentment, dos tipus de materialsː maons der a les voltes i carreus de granit per als revestiments. També destaca l'ús de llosetes de vidre fent la funció de vitralls.